# Det vilde blod
Det vilde blod (originaltitel Black Cyclone) er en amerikansk stumfilm fra 1925 instrueret af Fred Jackman.

## Medvirkende
- Guinn Williams som Jim Lawson
- Kathleen Collins som Jane Logan
- Christian J. Frank som Joe Pangle
- Noah Young